# Jean-Pierre Richard
Jean-Pierre Richard (Marsiglia, 15 luglio 1922 – Parigi, 15 marzo 2019) è stato un critico letterario francese.

## Biografia
Entrato all'École Normale Supérieure nel 1941, agrégé di lettere nel 1945, completò il dottorato nel 1962. Nel frattempo aveva già all'attivo diverse esperienze di insegnamento all'estero, in università della Scozia (1946-1948), a Londra (1949-1958), e a Madrid negli anni sessanta. Dal 1978 insegnò alla Sorbonne.
Considerato parte della Scuola di Ginevra di critica letteraria (con critici come Georges Poulet, Marcel Raymond, Albert Béguin, Jean Rousset e Jean Starobinski, morto pochi giorni prima di lui), riconobbe un debito verso Gaston Bachelard nell'impostare una critica ricercata e sottile, basata sul concetto di paesaggio interiore con idee legate al sogno e alla psicologia dello scrittore, che considerava alla ricerca continua di felicità non solo narrativa e figurativa.
A partire dalla pubblicazione di Littérature et Sensation (1954), incentrata su Stendhal e Flaubert, continuò a esplorare il lavoro di scrittori a cavallo tra XIX e XX secolo o appena precedenti, soprattutto Fromentin, i fratelli Edmond e Jules de Goncourt, Balzac, Mallarmé (del quale curò la corrispondenza), e le poesie di Hugo, Lamartine, Vigny, Musset, dove cercò di esplorare l'universo materiale e le sensazioni che hanno contribuito alla loro "creazione".
In Poésie et Profondeur (1955 e 1976) cercò il momento iniziale della creazione artistico-letteraria, l'istante in cui si costruiscono insieme l'uomo, lo scrittore e l'opera, intimamente legati soprattutto attraverso il concetto di "rêverie" (gli autori esplorati sono Arthur Rimbaud, Charles Baudelaire, Gérard de Nerval e Paul Verlaine). In Onze études sur la poésie moderne (1964) rese chiaro il fascino che sta dietro le poesie di Pierre Reverdy, Saint-John Perse, René Char, Paul Éluard, Georges Schehadé, Francis Ponge, Eugène Guillevic, Yves Bonnefoy, André du Bouchet, Philippe Jaccottet, e Jacques Dupin.
Un altro lavoro importante lo impostò su Proust, evidenziandone i campi essenziali di investimento emotivo e il desiderio che ne attraversa la materia (o euforia della consistenza), il senso (o oggetto ermeneutico) e la forma (o lavoro della figura sul mondo sensibile e nella scrittura del romanzo).

## Opere
- Littérature et Sensation, Seuil, 1954, prefazione di Georges Poulet, nuova ed. Stendhal Flaubert, 1970; 1990; trad. Giovanni Bogliolo, a cura di Carlo Bo, La creazione della forma, Rizzoli, 1969
- Poésie et Profondeur, Seuil, 1955
- Stéphane Mallarmé, Correspondance (1862-1871), Gallimard, 1959 (12 tomi, in collaborazione con Henri Mondor)
- L'Univers imaginaire de Mallarmé, Seuil, 1961
- Stéphane Mallarmé, Pour un Tombeau d'Anatole, Seuil, 1961; trad. Cosimo Ortesta, Per una tomba di Anatole, Milano: SE, 1992; 2009
- Onze études sur la poésie moderne, Seuil, 1964
- Paysage de Chateaubriand, Seuil, 1967
- Études sur le romantisme, Seuil, 1970 (su Balzac, Sainte-Beuve e alcuni poeti romantici)
- Whisquierda, Albin Michel, 1973
- Nausée de Céline, Fata Morgana, 1973; Verdier, 2008; trad. Daniele Gorret, Nausea di Céline, in Louis-Ferdinand Céline, Mea culpa - La bella rogna, Parma: Guanda, 1982, pp. 175–199.
- Proust et le Monde sensible, Seuil, 1974; trad. Elena Klersy Imberciadori, Proust e il mondo sensibile, Milano: Garzanti, 1976
- Intervista con Georges Poulet e con J.-P. Richard, a cura di Franco Giacone, in "Micromegas", II, 2, maggio-agosto 1975, pp. 67–91
- Microlectures I, Seuil, 1979
- Pages Paysages. Microlectures II, Seuil, 1984
- Territoires de l'imaginaire: pour Jean-Pierre Richard, a cura di Jean Claude Mathieu, Seuil, 1986
- L'État des choses. Étude sur huit écrivains d'aujourd'hui, Gallimard, 1990
- Stéphane Mallarmé, Épouser la notion, Fata Morgana, 1992
- Terrains de lecture, Gallimard, 1996
- Essais de critique buissonnière, Gallimard, 1999
- Musiques des mondes celtes, Chêne, 2000
- Quatre lectures, Fayard, 2002
- Roland Barthes, dernier paysage, Verdier, 2006
- Chemins de Michon, Verdier, 2008
- Pêle-mêle, Verdier, 2010
- Les Jardins de la terre, Verdier, 2014